# Palazzo delle Assicurazioni Generali (Praga)
Il Palazzo delle Assicurazioni Generali (in ceco Palác Generali) è uno storico edificio art nouveau della città di Praga nella Repubblica Ceca.

## Storia
Le società assicurative Assicurazioni Generali e Moldavia Generali finanziarono la costruzione del palazzo, avviata nel 1897 e completata nel 1898. Il progetto venne redatto dall'architetto Friedrich Ohmann.

## Descrizione
L'edificio occupa un lotto d'angolo. Presenta uno stile art nouveau.